# Torpshammar
Torpshammar is een plaats in de gemeente Ånge in het landschap Medelpad en de provincie Västernorrlands län in Zweden. De plaats heeft 493 inwoners (2005) en een oppervlakte van 164 hectare.